# Adenoide
Adenoide (pré-AO 1990: adenóide) ou tonsila faríngea faz parte do chamado anel linfático de Waldeyer. É uma formação linfoide que cerca as cavidades nasais e bucais para a garganta, estando localizada na parede posterior da nasofaringe, região que serve como passagem do fluxo aéreo nasal, caixa de ressonância na fala e é o local de abertura das tubas auditivas. Ela normalmente aumenta de tamanho (junto com aumento das amígdalas) durante a infância em resposta a estímulos antigênicos, tais como infecções virais e bacterianas, alimentos, alérgenos e irritantes ambientais, sendo que, na maioria das pessoas, involui durante a adolescência.
As queixas relacionadas às adenoides ou às amígdalas estão entre as mais comuns encontradas na população em geral. O indicador mais significativo de obstrução nasal produzida pelas adenoides é a respiração pela boca, cuja imagem clássica é a da criança que dorme com a boca aberta, ronca e baba no travesseiro. Estão associados com o quadro:
- distúrbios do ouvido secundários à obstrução do óstio da tuba auditiva (otites médias secretoras ou supurativas agudas), os quais podem manifestar-se por diminuição da audição, dor de ouvido, febre e choro;
- respiração bucal de suplência com os problemas que dela advêm: rinites, sinusites (consequência da obstrução nasal), rouquidão e faringites;
- distúrbios de fonação, em que não há emissão de sons nasais (rinolalia clausa);
- alteração, na criança em crescimento, dos padrões anatômicos, determinando problemas ortodônticos de má oclusão, palato ogival, prognatismo e outras anomalias nos traços faciais que levam à fascies adenoide, caracterizada por face alongada, boca aberta, olheiras, palato ogival, protrusão dental e hipoplasia de maxila.

O aumento de volume adenotonsilar é a causa mais comum de apneia obstrutiva do sono na criança, definida como parada da respiração por, no mínimo, 10 segundos). Esta relaciona-se com a retenção de CO2, o que determinará retardo no crescimento, debilidade no status físico e psicológico da criança, hipersonolência diurna, cefaleia matinal, sono agitado e enurese (em crianças que já tinham adquirido o controle miccional). As adenoidites apresentam-se com mais frequência entre os 4 e os 7 anos.
O raio X de cavum define o grau de obstrução à passagem do ar pela rinofaringe por meio da presença do tecido linfoide aumentado. Atualmente, pela disponibilidade de fibras ópticas flexíveis, a endoscopia nasal pode ser utilizada para esse diagnóstico por meio da visão direta da tonsila faríngea na coana e do grau de obstrução da mesma.
O procedimento cirúrgico de remoção das adenoides é chamado de adenoidectomia, realizado por um médico especialista em cirurgia de ouvido, nariz e garganta:  otorrinolaringologista.
A realização do procedimento da adenoidectomia ocorre em centro cirúrgico sob anestesia geral onde as adenoides são removidas através da boca. Normalmente o paciente pode voltar para casa no mesmo dia.
Após a cirurgia, o paciente pode apresentar náuseas até que o efeito da anestesia seja absorvido por completo.